# Associazione Sportiva Cittadella Padova 2001-2002
Questa pagina raccoglie le informazioni riguardanti l'Associazione Sportiva Cittadella Padova nella stagione 2001-2002.

## Stagione
Nella stagione 2001-2002 il Cittadella disputa il campionato di Serie B, raccoglie 37 punti con il diciottesimo posto in classifica, retrocedendo in Serie C1. Dopo due stagioni di Serie B il Cittadella ritorna in Serie C1, al termine di un campionato cadetto molto combattuto dai ragazzi affidati ancora a Ezio Glerean, anche per questa stagione ospitati allo Stadio Euganeo di Padova, mentre il Tombolato è ancora in ristrutturazione. I granata raccolgono 18 punti nel girone di andata e 19 nel ritorno, ma restano dieci lunghezze lontani dalla zona salvezza. Nonostante la retrocessione Stefano Ghirardello con 17 reti in campionato, si piazza al terzo posto nella classifica dei marcatori, oltre a realizzare 3 reti in Coppa Italia. Infatti nella Coppa Italia il Cittadella ottiene un buon primo posto nel girone 5 di qualificazione, con due vittorie ed una sconfitta, ma non passa il turno, passa invece la Sampdoria, con gli stessi punti dei veneti, ma avendo vinto lo scontro diretto.

## Rosa
| N. |                    | Ruolo | Calciatore          |
| -- | ------------------ | ----- | ------------------- |
| 1  | Italia (bandiera)  | P     | Luca Capecchi       |
| 2  | Italia (bandiera)  | C     | Giulio Fontana      |
| 3  | Italia (bandiera)  | D     | Christian Ottofaro  |
| 4  | Italia (bandiera)  | C     | Giulio Giacomin     |
| 5  | Italia (bandiera)  | C     | Marco Scarpa        |
| 6  | Italia (bandiera)  | C     | Achille Mazzoleni   |
| 7  | Italia (bandiera)  | C     | Claudio Ferrarese   |
| 8  | Italia (bandiera)  | C     | Fausto Pizzi        |
| 9  | Romania (bandiera) | A     | Mihai Baicu         |
| 10 | Italia (bandiera)  | A     | Stefano Ghirardello |
| 11 | Italia (bandiera)  | C     | Alessandro Sturba   |
| 12 | Italia (bandiera)  | P     | Simone Villanova    |
| 13 | Italia (bandiera)  | C     | Andrea Turato       |
| 14 | Italia (bandiera)  | A     | Joachim De Gasperi  |
| 15 | Italia (bandiera)  | P     | Francesco Scotti    |
| 16 | Italia (bandiera)  | A     | Luca Riberto        |
| 18 | Italia (bandiera)  | D     | Giancarlo Cinetto   |
| 18 | Italia (bandiera)  | D     | Simone Altobelli    |

| N. |                    | Ruolo | Calciatore            |
| -- | ------------------ | ----- | --------------------- |
| 19 | Italia (bandiera)  | C     | Roberto Musso         |
| 20 | Italia (bandiera)  | D     | Marco Esposito        |
| 21 | Italia (bandiera)  | C     | Giovanni Martusciello |
| 22 | Italia (bandiera)  | P     | Renato Redaelli       |
| 23 | Italia (bandiera)  | C     | Daniele Ruggiu        |
| 23 | Italia (bandiera)  | C     | Marco Rigoni          |
| 24 | Italia (bandiera)  | C     | Gianni Migliorini     |
| 25 | Italia (bandiera)  | C     | Enrico Maria Amore    |
| 26 | Italia (bandiera)  | D     | Alessandro Scarponi   |
| 26 | Italia (bandiera)  | D     | Raffaele Del Sorbo    |
| 27 | Italia (bandiera)  | C     | Davide Tonello        |
| 28 | Italia (bandiera)  | D     | Giovanni Paschetta    |
| 31 | Italia (bandiera)  | C     | Davide Carteri        |
| 33 | Benin (bandiera)   | D     | Damien Chrysostome    |
| 56 | Italia (bandiera)  | D     | Davide Zanon          |
| 67 | Italia (bandiera)  | D     | Paolo Simeoni         |
| 72 | Italia (bandiera)  | C     | Riccardo Rimondini    |
| 77 | Marocco (bandiera) | A     | Abdellah Boudouma     |

## Risultati

### Campionato

#### Girone di andata
| Arbitro: | Palanca (Roma) |

|                              |           |                        |
| Zaniolo 67’ Tatti 72’ (rig.) | Marcatori | 90’ (rig.) Ghirardello |

| Arbitro: | Dattilo (Locri) |

|                                                      |           |                                                        |
| Ferrarese 15’ Ghirardello 25’ (rig.), 29’ Sturba 74’ | Marcatori | 18’, 54’ (rig.) Arcadio 20’ Vignaroli 72’ Gia. Tedesco |

| Arbitro: | Nucini (Bergamo) |

|                               |           |                 |
| Schwoch 8’ (rig.), 88’ (rig.) | Marcatori | 55’ Ghirardello |

| Arbitro: | Treossi (Forlì) |

|  |           |                          |
|  | Marcatori | 65’ Mozart 90+6’ Bogdani |

| Arbitro: | Dondarini (Finale Emilia) |

|                                                 |           |                        |
| Mascara 32’, 60’ (rig.) La Grotteria 85’ (rig.) | Marcatori | 83’ (rig.) Ghirardello |

| Arbitro: | Morganti (Ascoli Piceno) |

|                             |           |               |
| Ghirardello 19’, 87’ (rig.) | Marcatori | 81’ Di Natale |

| Arbitro: | Cruciani (Pesaro) |

|              |           |                             |
| Deflorio 33’ | Marcatori | 43’ Martusciello 55’ Sturba |

| Arbitro: | Rizzoli (Bologna) |

|              |           |                        |
| E. Brevi 23’ | Marcatori | 32’ (rig.) Ghirardello |

| Arbitro: | Preschern (Mestre) |

|                        |           |                          |
| Ghirardello 82’ (rig.) | Marcatori | 43’ Baccin 89’ Graffiedi |

| Arbitro: | Palanca (Roma) |

|  |           |               |
|  | Marcatori | 58’ Ferrarese |

| Arbitro: | Trefoloni (Siena) |

|  |           |                     |
|  | Marcatori | 5’ Suazo 9’ Lucenti |

| Arbitro: | Cannella (Palermo) |

|                                   |           |                   |
| C. Esposito 62’ Flachi 90’ (rig.) | Marcatori | 45+1’ Ghirardello |

| Arbitro: | Racalbuto (Gallarate) |

|  |           |              |
|  | Marcatori | 44’ Palmieri |

| Arbitro: | Dattilo (Locri) |

|                             |           |                            |
| Pizzi 56’ (rig.) Sturba 67’ | Marcatori | 10’ Miccoli 74’ Borgobello |

| Arbitro: | Cannella (Palermo) |

|                                             |           |                               |
| Ponzo 4’ Pasino 40’ Rabito 43’ Fabbrini 67’ | Marcatori | 59’ Ghirardello 63’ Mazzoleni |

| Arbitro: | Dattilo (Locri) |

|  |           |               |
|  | Marcatori | 67’ Gutierrez |

| Arbitro: | Ayroldi (Molfetta) |

|  |           |            |
|  | Marcatori | 32’ Scarpa |

| Arbitro: | Farina (Novi Ligure) |

|                           |           |              |
| Ghirardello 6’ Scarpa 54’ | Marcatori | 85’ Oliveira |

| Arbitro: | Pieri (Genova) |

|             |           |  |
| Akassou 84’ | Marcatori |  |

#### Girone di ritorno
| Arbitro: | Palanca (Roma) |

|                          |           |  |
| Mazzoleni 53’ Sturba 70’ | Marcatori |  |

| Arbitro: | Cruciani (Pesaro) |

|                                               |           |                     |
| Vignaroli 10’ Campedelli 32’ Gia. Tedesco 50’ | Marcatori | 88’ Amore 90’ Baicu |

| Arbitro: | P. Rossi (Ciampino) |

|                       |           |                      |
| Turato 45’ Sturba 67’ | Marcatori | 30’, 90+1’ Margiotta |

| Arbitro: | Castellani (Verona) |

|             |           |  |
| Dionigi 66’ | Marcatori |  |

| Arbitro: | Pieri (Genova) |

|                                      |           |                                      |
| Mazzoleni 43’ Ghirardello 85’ (rig.) | Marcatori | 45+1’ Bombardini 90+4’ Marco Aurélio |

| Empoli 24 febbraio 2002 25ª giornata | Empoli             | 0 – 0 | Cittadella | Stadio Carlo Castellani\| Arbitro: \| Preschern (Mestre) \| |
| Arbitro:                             | Preschern (Mestre) |       |            |                                                             |

| Arbitro: | Palmieri (Cosenza) |

|                                          |           |                        |
| Sturba 12’ Ferrarese 30’ Ghirardello 47’ | Marcatori | 40’ Juric 69’ Deflorio |

| Padova 10 marzo 2002 27ª giornata | Cittadella         | 0 – 0 | Genoa | Stadio Euganeo\| Arbitro: \| Cannella (Palermo) \| |
| Arbitro:                          | Cannella (Palermo) |       |       |                                                    |

| Arbitro: | Morganti (Ascoli Piceno) |

|             |           |                |
| Stellone 1’ | Marcatori | 9’ Ghirardello |

| Arbitro: | Palmieri (Cosenza) |

|                                         |           |           |
| Turato 39’ Ghirardello 70’ Boudouma 84’ | Marcatori | 61’ Bolic |

| Arbitro: | Pieri (Genova) |

|             |           |  |
| Lucenti 13’ | Marcatori |  |

| Arbitro: | Cannella (Palermo) |

|              |           |              |
| Boudouma 30’ | Marcatori | 80’ Zivkovic |

| Arbitro: | Pieri (Genova) |

|                                       |           |                            |
| Anaclerio 55’, 58’ Spinesi 77’ (rig.) | Marcatori | 43’ Ferrarese 86’ Giacomin |

| Arbitro: | Cesari (Genova) |

|                            |           |            |
| E. Brevi 50’ Miccoli 90+1’ | Marcatori | 81’ Sturba |

| Arbitro: | Tombolini (Ancona) |

|                 |           |                                     |
| Ghirardello 75’ | Marcatori | 28’ Mauri 37’ Fabbrini 90+4’ Kamara |

| Arbitro: | Tombolini (Ancona) |

|                     |           |                 |
| Sullo 41’, 65’, 78’ | Marcatori | 87’ Martsciello |

| Arbitro: | Borriello (Mantova) |

|                   |           |          |
| Sturba 10’ (rig.) | Marcatori | 31’ Jeda |

| Arbitro: | P. Rossi (Ciampino) |

|                                  |           |                          |
| Taldo 36’, 88’ Oliveira 73’, 84’ | Marcatori | 34’, 53’ Pizzi 66’ Baicu |

| Arbitro: | Palanca (Roma) |

|                       |           |                       |
| Scarpa 20’ Sturba 88’ | Marcatori | 42’ (rig.) Piovanelli |

### Coppa Italia

#### Girone 5
| Arbitro: | P. Rossi (Ciampino) |

|                        |           |  |
| Flachi 25’ Luiso 90+3’ | Marcatori |  |

| Arbitro: | Dattilo (Locri) |

|                                       |           |  |
| Pizzi 45’ (rig.) Ghirardello 75’, 86’ | Marcatori |  |

| Arbitro: | Preschern (Mestre) |

|                                             |           |                  |
| Ghirardello 60’ (rig.) Baicu 62’ Sturba 69’ | Marcatori | 44’ V. Silvestri |